# Puente de Hierro (Logroño)
El puente de Hierro de Logroño es el más antiguo de los cuatro puentes que atraviesan el río Ebro a su paso por la capital riojana (España). Fue inaugurado en 1882 y tiene una longitud de 330 metros.

## Características
Consta de 11 tramos de 30 metros cada uno, diseñados a una altura con respecto al nivel más bajo del río de unos ocho metros, altura suficiente para salvar las grandes crecidas del Ebro en determinadas épocas del año, como las ocurridas en los años 1775, 1831 y 1871, que sobrepasaron en nivel de un metro el puente. Se construyó siguiendo un proyecto del ingeniero Fermín Manso de Zúñiga.
Los pilares miden 12,60 metros de altura, y son de forma circular y están revestidos de grandes chapas de hierro. Posee dos andenes para el tráfico a pie y un carril para los coches. Se emplearon un total aproximado de 1106 toneladas de hierro, y su coste se elevó a 547 479 pesetas. El proyecto se aprobó el 24 de octubre de 1881, y se inauguró el 18 de diciembre de 1882, fiesta de la Virgen de la Esperanza, Patrona de Logroño. Práxedes Mateo Sagasta promovió la construcción del mismo tras el hundimiento de un puente volante militar, que ocurrió el  1 de septiembre de 1880, en el que fallecieron noventa soldados.